# 애틀랜타 플레임스
애틀랜타 플레임스(Atlanta Flames)는 1972년부터 1980년까지 조지아주 애틀랜타를 연고지로 한 NHL 패트릭 디비전 소속 아이스 하키팀이다.
1980년 연고지를 앨버타주 캘거리 (캘거리 플레임스)로 이전했다.

## 역대 홈경기장
| 경기장            | 사용기간      | 수용인원 | 장소              | 비고 |
| ----------------- | ------------- | -------- | ----------------- | ---- |
| 애틀랜타 플레임스 |               |          |                   |      |
| 옴니 콜리시엄     | 1972년~1980년 | 15,278명 | 조지아주 애틀랜타 | 빈칸 |